# Сан Мигел Баез (Уамантла)
Сан Мигел Баез (шп. San Miguel Báez) насеље је у Мексику у савезној држави Тласкала у општини Уамантла. Насеље се налази на надморској висини од 2702 м.

## Становништво
Према подацима из 2010. године у насељу је живело 10 становника.

### Хронологија
| Година       | 2000        | 2005        | 2010 |
| ------------ | ----------- | ----------- | ---- |
| Становништво | 21 (13 / 8) | 19 (12 / 7) | 10   |

### Попис
| # | Индикатор                     | Вредност |
| - | ----------------------------- | -------- |
| 1 | Укупно домаћинстава           | 2        |
| 2 | Укупно насељених домаћинстава | 2        |
| 3 | Величина локације             | 1        |